# VCR-System

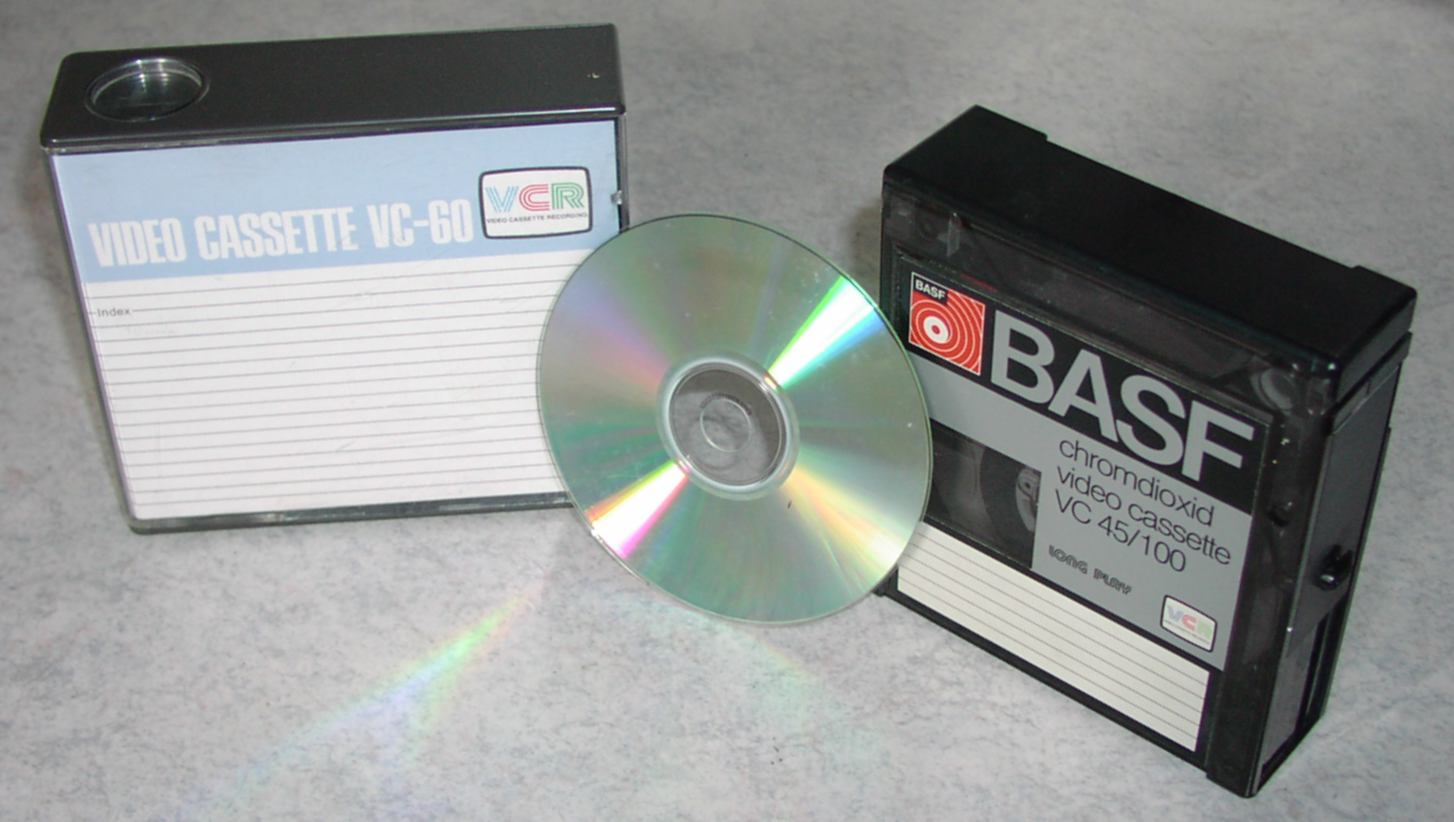
VCR-Kassetten mit einer CD als Größenvergleich

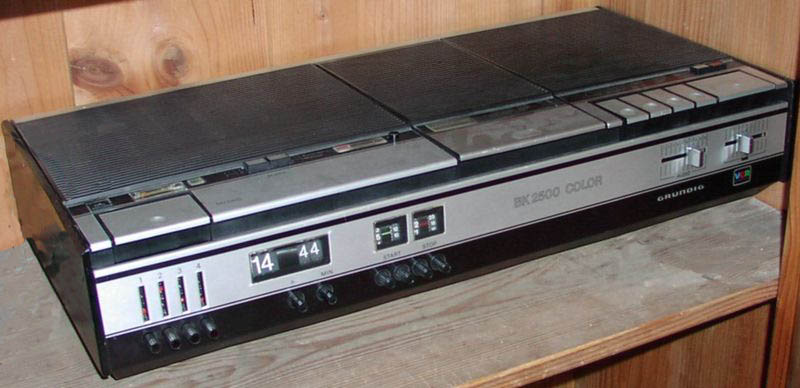
BK 2500 color, früher VCR-Rekorder von Grundig

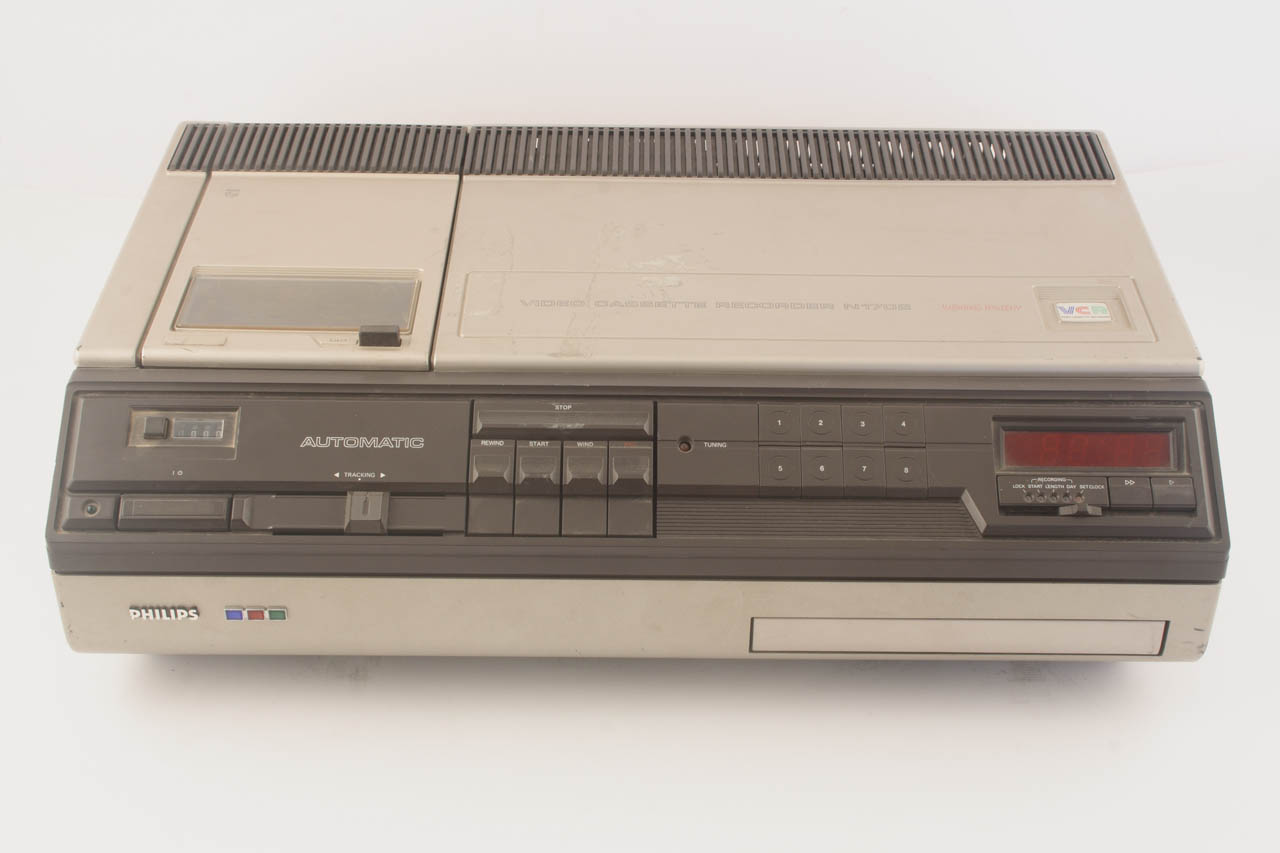
N 1702, VCR-Videorekorder der zweiten Generation von Philips für das VCR-Longplay-System

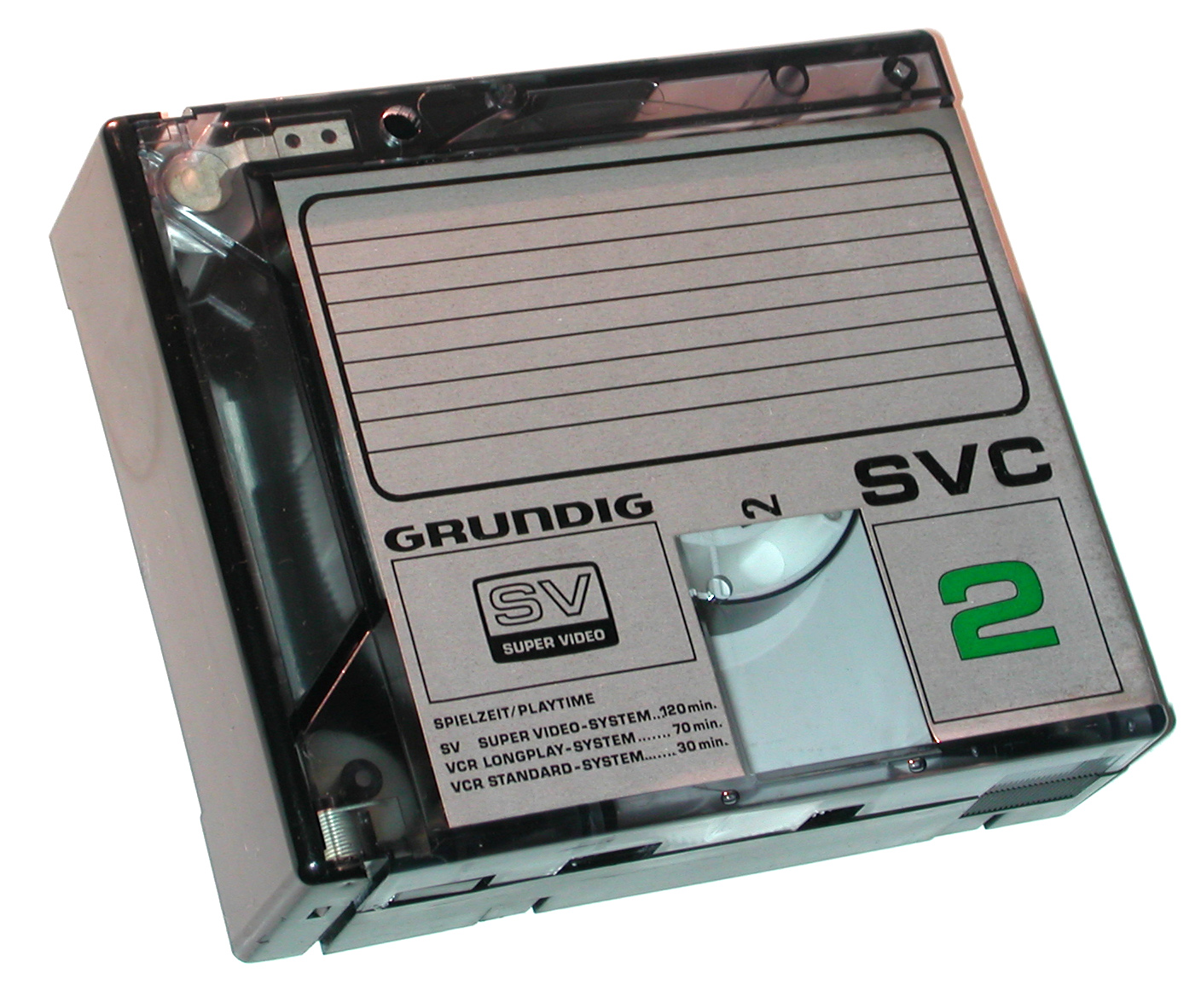
SVR-kompatible Kassette (mit Spielzeiten für die SVR, VCR-LP und Standard-VCR)

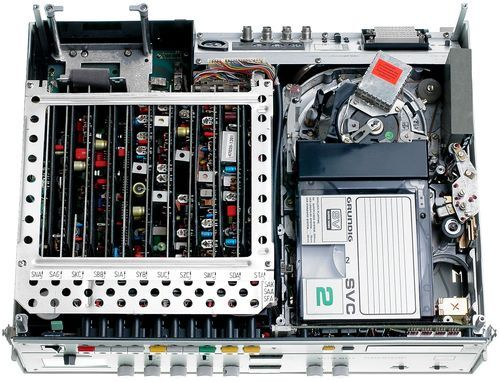
Grundig VCR 621, professioneller tragbarer, schnittfähiger VCR-Videorekorder von 1982 (Gehäuse geöffnet), links oben ist das Fach für einen Akku zu erkennen, der das Gerät im Außeneinsatz mit Strom versorgt

Das VCR-System (abgeleitet von „Video Cassette Recording“) ist ein frühes analoges Farb-Heimvideorekordersystem von Grundig und Philips aus dem Jahr 1971. Es war das erste kommerziell erfolgreiche Video-Kassettenformat für den Heimgebrauch.
Das Videoband hatte seine Laufbahn wie das Audio-Tonband zuerst als loses Rollenband, welches auf Spulen aufgewickelt war und beim Auflegen auf das Videogerät an einer Leerspule eingefädelt werden musste, begonnen. Nun überlegte man sich – ebenso wie beim Audioband – ein Kassettensystem zu entwickeln, welches das Einlegen vereinfacht, weil dadurch vor allem das umständliche Einfädeln entfällt und das Band nicht mit den Fingern berührt werden muss.
In den 1970ern entwickelten Grundig und Philips ihr bereits eingeführtes, noch auf der Technik der offenen Bandspulen beruhendes Schwarzweiß-System (LDL) weiter. Dabei wurden die Spulen mit einem Kassettengehäuse versehen, in dem sie übereinander angebracht waren. Die Kassetten waren ungefähr so groß wie CDs, nur deutlich dicker. Dies ermöglichte recht große Spulen in einem relativ kompakten Format.

## Technischer Kurzüberblick
- Fernsehnorm: 625/50 schwarzweiß und in Farbe PAL/SECAM (nach heutigen Maßgaben: 576 × 720 Bildpunkte,  Standard Definition/ SD)
- Band: ½ Zoll
- Farbe: herabgesetzte Farbe
- Ton: Längsspur (mono)/ Zweikanal/ Stereo (Stereo nicht auf allen Geräten verfügbar)
- Varianten: VCR, VCR-Longplay, Supervideo (Kassettenbezeichnung: SVC, Systembezeichnung: SVR)

## Technik
Das Format war in der Lage, Farbvideo aufzuzeichnen. Die durch die Bauform der Kassette, die Band-/ Kopf-Relativgeschwindigkeit und weitere technische Parameter vorgegebene Bildauflösung lässt eine direkte Aufzeichnung der Farbe, die im PAL-Verfahren bei 4,43 MHz liegt, bei VCR nicht zu. Das Farbsignal wird deshalb separiert und heruntergesetzt, ähnlich wie später bei VHS. VCR verfügte über zwei Tonkanäle, und das schon zu einem Zeitpunkt, bevor es im Fernsehen Stereo- oder Zweikanalton gab. Es gab in diesem Format auch Rekorder für den semiprofessionellen Bereich. Unter der Normbezeichnung „Europa-Standard I“ fasste man wenig später Videorekorder dieses ersten 65-Minuten-VCR-Systems zusammen, die unter der Vorgabe besonders enger Fertigungstoleranzen hergestellt werden mussten. Damit sollte der Programmaustausch sichergestellt und die Kompatibilität zwischen verschiedenen VCR-Geräten gewährleistet werden.
Für den Heimanwender wurde das Format ab 1977 zu VCR Longplay und 1978 zu Super Video (SVR, nur bei Geräten von Grundig, Siemens und ITT) weiterentwickelt. Die ursprüngliche Spielzeit von 65 Minuten erhöhte sich mit Longplay auf 180 Minuten (3 Stunden) und mit SVR sogar auf 300 Minuten (5 Stunden). Die unterschiedlichen Systeme benutzten zwar die gleichen Kassetten, aber die Aufzeichnungen eines Systems konnten nicht in Rekordern des anderen Typs abgespielt werden. Die ab 1978 ausgelieferten Kassetten waren daher mit drei unterschiedlichen Laufzeitangaben VCR, VCR Longplay und SVR beschriftet. VCR Longplay und SVR verfügten nur über eine Mono-Tonaufzeichnung.
Letztere beiden Varianten des VCR-Systems verschwanden innerhalb zweier Jahre zugunsten von Video 2000 wieder vom Markt, während Geräte des ursprünglichen 65-Minuten-Systems, das im Archivwesen und der Bildung weit verbreitet war, bis 1989 lieferbar blieben.
Die ersten VCR-Geräte verfügten sowohl bei Grundig als auch bei Philips über eine ausnahmslos mechanische Laufwerksteuerung. Grundig führte Mitte der 1970er Jahre das vollelektronisch gesteuerte Bandlaufwerk mit fünf Motoren ein. Die VCR-Geräte wurden dadurch fernbedienbar, teilweise sogar drahtlos über Zusatztasten an der Fernbedienung des angeschlossenen Farbfernsehgeräts.
Die Bildqualität der ersten Home-VCR-Geräte ist etwa vergleichbar mit der von Betamax und VHS, allerdings bei einer deutlich saubereren Farbwiedergabe. Sie liegt jedoch wie bei diesen deutlich unter der eines direkt empfangenen Fernsehbildes. Aufgrund der verglichen mit VHS systembedingt günstigeren technischen Parameter (höhere Band-/ Kopf-Relativgeschwindigkeit, Farbe „Color Under“ mit „Rasen“ zwischen den Videospuren) kann bei VCR ohne Farb-Rauschunterdrückung gearbeitet werden. Die sichtbare Wiedergabequalität steigerte sich mit den Geräten der dritten (und letzten) Generation, insbesondere beim Grundig-SVR-Gerät, noch etwas und erreichte eine scharfzeichnende und saubere Videoqualität mit wenig Farbrauschen.
VCR eignete sich deshalb für die Entwicklung von semiprofessionellen und professionellen Videorekordern, die Assemble- und Insertschnitt ermöglichten. Derartige Geräte kamen ab 1974 (Philips) und 1977 (Grundig) auf den Markt und wurden bis Mitte der 1980er Jahre angeboten. Dabei wurde durch Überspielen von Ausschnitten der Aufzeichnung auf Kassette A im Zuspielgerät (Player) zu einem zweiten Gerät mit Kassette B (Schnittrekorder) „geschnitten“. Im Wortsinne geschnitten wurde nichts, vielmehr brachte man die Szenen durch viele einzelne Überspielvorgänge in die richtige Reihenfolge. Das Gerät (oder besser: Gerätesystem) von Grundig konnte Videomaterial mittels elektronischer Schnittsteuerung sogar bildgenau bearbeiten.

## Technische Daten

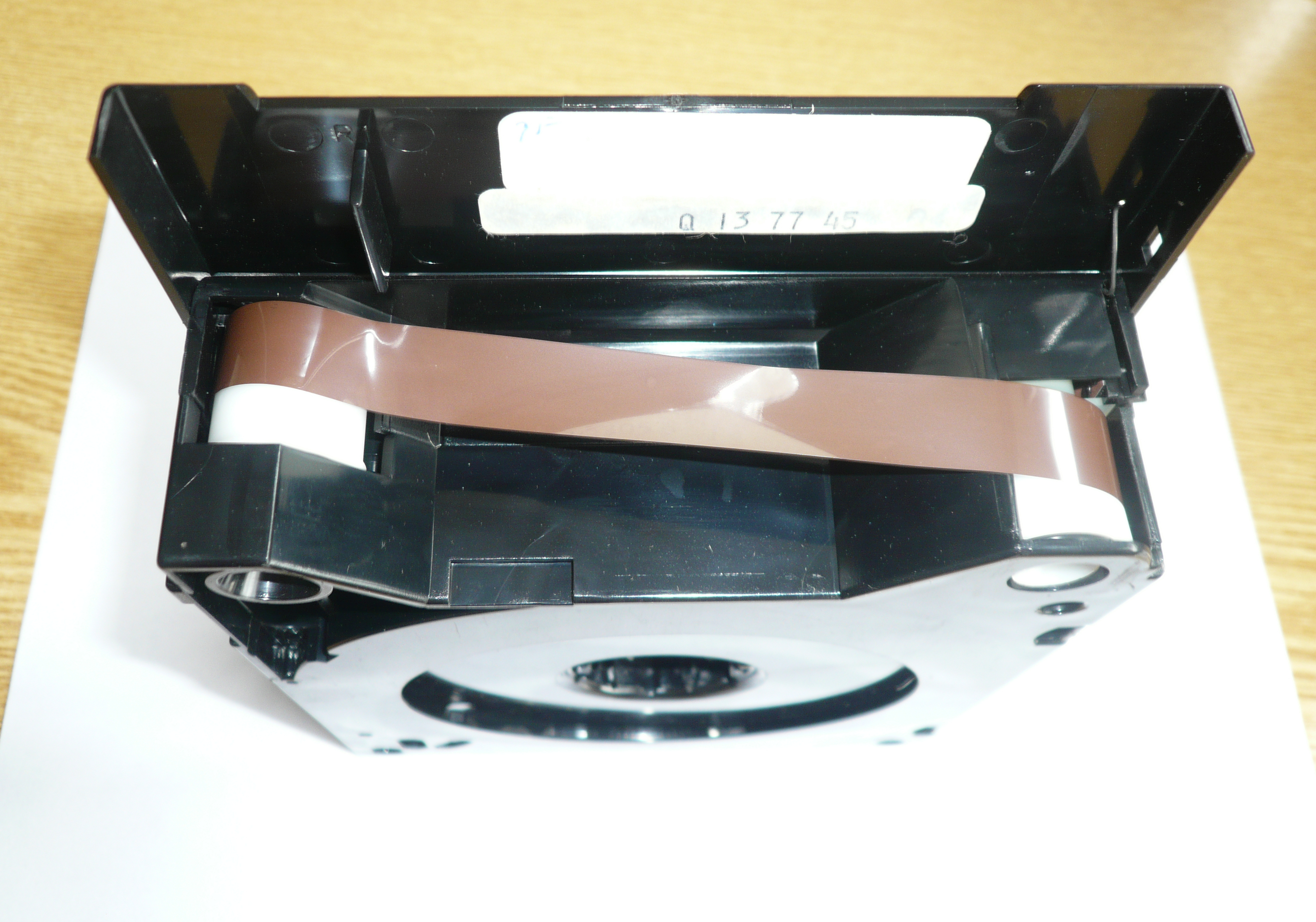
Frühes VCR-Eisenoxid-Band zur Verwendung nur für das VCR-Standard-System

### Übersicht wichtiger technischer Parameter VCR Standard/ VCR Longplay/ SVR
|                                           | VCR Europa-Standard I                                                                                       | VCR Longplay | SVR |
| Kopftrommel-Durchmesser                   | 105 mm | 105 mm | 105 mm |
| Rotationsgeschwindigkeit                  | 1500/min | 1500/min | 1500/min |
| Anzahl Videoköpfe                         | 2 (schnittfähige Geräte: zusätzlich 2 rotierende Löschköpfe)                                                | 2 | 2 |
| Relative Abtastgeschwindigkeit            | 8,1 m/s | 8,13 m/s | 8,21 m/s |
| Bandgeschwindigkeit                       | 14,29 cm/s                                                                                                  | 6,56 cm/s | 3,95 cm/s |
| Spielzeit mit BASF LVC 180 (710 m Band)   | 85 min | 180 min | 305 min* |
| Neigung der Kopfspalte zur Abtastrichtung | keine | je 15 Grad, gegeneinander also 30 Grad                                                                                                  | je 15 Grad, gegeneinander also 30 Grad                                                                                         |
| Kopfspaltbreite der Videoköpfe            | 0,8 µm | 0,6 µm | 0,6 µm |
| Videospurbreite                           | 130 µm | 85 µm | 50 μm |
| Abstand zw. Videospuren (Rasen)           | 57 µm | kein | kein |
| Audiospurbreite                           | 2 × 0,7 mm (Spur 1 am unteren Bandrand, Spur 2 am oberen Bandrand)                                          | 0,7 mm (es ist nur eine Tonspur vorhanden, an der Stelle der Tonspur 2 des VCR-Systems befindet sich bei VCR longplay die Synchronspur) | 0,7 mm (es ist nur eine Tonspur vorhanden, an der Stelle der Tonspur 2 des VCR-Systems befindet sich bei SVR die Synchronspur) |
| Synchronspurbreite                        | 0,3 mm (neben Audiospur 2 winkelentkoppelt im Endbereich der Videospuren)                                   | 0,7 mm | 0,7 mm |
| Videobandbreite                           | 3 MHz (Y) und 650 kHz (C), oder 3,2 MHz bei Schwarzweiß, VCR 621 ab Modelljahr 1981: 3,3 MHz auch bei Farbe | 3 MHz (Y) und 650 kHz (C) | 3 MHz (Y) und 650 kHz (C) |
| Modulation des Y- (Luminanz)-Signals      | FM, 3,0 MHz (Synchronimpuls) bis 4,4 MHz (weiß)                                                             | FM, von 3,3 MHz (Synchronimpuls) bis 4,8 MHz (weiß)                                                                                     | FM, von 3,3 MHz (Synchronimpuls) bis 4,8 MHz (weiß)                                                                            |
| Farbaufzeichnung                          | Herabgesetzte Farbe mit Träger bei 562,5 kHz                                                                | Herabgesetzte Farbe mit Träger bei 562,5 kHz                                                                                            | Herabgesetzte Farbe mit Träger bei 562,5 kHz                                                                                   |

Quelle: Servicemanuals zu Philips N1502, N1512, N1520, N1700 und LDL 1100, Werkstadthandbücher zu Grundig VCR 601, VCR 3500, VCR 3500a, VCR 4000 AV sowie SVR 4004 AV
*Kassetten mit 710 Metern Bandlänge wurden für das SVR-System nicht empfohlen, Grundig vermarktete es entgegen anfänglichen Überlegungen, es als 5-Stunden-System zu präsentieren (mittels Kassette SVC-5 in der Grundig Revue vom Herbst 1978 noch angekündigt), als Vierstunden-Videosystem.